# Outo
Outo è un arrondissement del Benin situato nella città di Djidja (dipartimento di Zou) con 4.764 abitanti (dato 2006).